# 亀の尾
亀の尾（かめのお）は、明治時代に山形県の篤農家・阿部亀治により育成された日本のイネ品種。一般的には「亀の尾」の表記であるが、原表記は「亀ノ尾」である。よって、この記事では原品種を指すときは「亀ノ尾」、その子孫一般を指すときには「亀の尾」と表記する。

## 系統と概要
亀ノ尾の子孫品種として、子品種であり耐寒品種の陸羽132号（陸羽20号 x 亀の尾4号）、孫品種農林1号（森多早生 x 陸羽132号）、曾孫品種コシヒカリ（農林22号 x 農林1号）、曾孫・玄孫品種ササニシキ（ハツニシキ x ササシグレ）など多数がある。食味が優れる品種であり、コシヒカリやササニシキは、亀ノ尾からその良食味を引き継いでいると考えられている。
また、酒造適正米としても用いられ、酒造好適米に分類される五百万石・たかね錦・若水・亀粋などの子孫品種がある。

## 歴史
明治維新以来、以前の庄内藩の農政の影響もあって、山形県庄内地方は他地域では類を見ないほど民間での米に対する探究心は旺盛であった。そのような中、山形県東田川郡大和村の小出新田集落（現：庄内町）の篤農家で、寺子屋程度の教養以外はすべて独学で農業を学んだ阿部亀治（あべ・かめじ：1868年-1928年）が、1893年（明治26年）、冷害の年に立谷沢（現：庄内町）の熊谷神社に参詣した際に、その近隣の田んぼで、在来品種「惣兵衛早生」の中で冷害にも耐えて実っている3本の穂を見出した。
亀治は、その田の所有者から穂を譲ってもらい、それを種子として翌年から翌々年にかけて生育させた。この二年間は、稈丈が伸びすぎたり倒れたりしたため、妥当な収穫を得るに至らなかった。
1896年（明治29年）に、水温が低い水口に植えたところ、多くは生育が不良であったが、1株だけ生育が良好な株があった。この株を抜穂選種し、作付けして足掛け三年の歳月を費やし収量を増やしたものが「亀ノ尾」である。強風に耐え冷害や病気に強く収量も上がることから、噂を訊いて尋ねてくる百姓に、亀治は金や欲にこだわらず、この種籾を無償で分け与えたという。篤農家である亀治は、品種創選のみならず、農法の研究を怠らず、当時としては画期的な技術であった「乾田馬耕」にも積極的に取り組み、熱心に農業改良に取り組んだ。亀治は、その功績により1927年（昭和2年）には藍綬褒章(らんじゅほうしょう)を受章した。亀治は俳号を「花酔」と称し、俳句をよくした。その一句に「思うまま／道はかどらぬ／稲見かな」とある。
当初は「新穂」「神穂」「新坊」などと呼ばれたが、友人の勧めにより阿部亀治の1字を取り亀ノ尾と命名された。一時期「亀ノ王」との命名案があったが、それではあまりに畏れ多いと阿部亀治自身が恐縮して「亀ノ尾」に落ち着いたとされる。
1925年（大正14年）には、東北地方・北陸地方を中心に、朝鮮半島・台湾を含めて19万ヘクタールに作付けされ、当時の代表的品種の一つとなった。飯米・酒米・寿司米のいずれの用途でも評価が高かった。
公立研究機関によって、純系分離法で「亀の尾1号」「亀の尾4号」などが育成され、さらに陸羽132号を通じて、ササニシキ・コシヒカリなど多くの品種にその系統が受け継がれている。育成当時としては耐冷性に優れる品種であったが、害虫に弱いなどの欠点もあった。また化学肥料で育てると極端に米がもろくなるので現代の農法には向かない。食管法時代に多収性の米とちがって環境的に冷遇され、次第にその子孫品種などに取って代わられた。

## 復活
亀ノ尾は、食用米としても、酒米としても多くの子孫品種をもつが、1970年代には「亀の尾」自体は栽培されることがなくなっていた。新潟県三島（さんとう）郡和島（わしま）村の、『清泉（きよいずみ）』で知られる久須美酒造の酒造家である久須美記廸（くすみ・のりみち）は、杜氏である河井清から、むかし亀の尾で作った日本酒が素晴らしかったとの話を聞いて、亀の尾を復活させることを考えた。1980年（昭和55年）に、新潟県農業試験場から1500粒の種子を譲り受け、翌年と翌々年に育成増量し、1983年（昭和58年）には醸造に足る収量を得たため、亀の尾を原料に使った吟醸酒「亀の翁」（かめのお）が製造された。
この出来事は、漫画『夏子の酒』（モーニング (漫画雑誌)掲載）のモデルとなり、それを原作としたテレビドラマが全国ネットで放送されたことで、広く知られることになった。なお、漫画原作では「亀の尾」は「龍錦(たつにしき)」という品種名と設定している。

2008年時点でも、久須美酒造では「亀の尾」を原料とした複数の銘柄を造っており、それ以外の酒造メーカーでも「亀の尾」を使った銘柄が百以上も造られるようになっている。
また久須美酒造が亀の尾の復活を考えていたのと同時期の1979年（昭和54年）に、山形県東田川郡余目町（あまるめまち）の酒造家である鯉川酒造の蔵元佐藤一良もまた、先代の蔵元佐藤淳一の悲願であった亀の尾の復活を決心した。

元酒類鑑定官であった上原浩は、「そのことの話題性を積極的に利用しようとは考えていないようだが、私の知るなかで、亀の尾の復活にもっとも熱心に取り組んでいたのは鯉川酒造である。」としている。阿部亀治のひこ孫にあたる阿部喜一が保有していたわずかばかりの種籾を譲り受け、試験栽培にこぎつけ、その後亀の尾単独で醪一本分の酒を仕込めるようになるまでには四年かかった。佐藤の酒が完成したのは1983年で、久須美酒造が吟醸酒「亀の翁」を作った翌年である。
亀の尾は、偶然にも粒が大きめであり、米粒の半分以上を精米して削る吟醸酒や大吟醸酒を造るのに適していたということも幸いしたのである。高級酒の原料としては、従来、山田錦が日本の最高品種とされてきたが、この品種は西日本でしか栽培できず、醸造ノウハウも定着していて、意欲ある杜氏にしてみると想定の範囲の品質で完成し、余り面白みがないという声があった。その点で、亀の尾という酒米は、未知の部分が多く、想定外に化けることがよくあるのだということから、全国の杜氏が興味を持って挑戦を始めたのである。